# Strada statale 358 di Castelnovo
La ex strada statale 358 di Castelnovo (SS 358), ora strada provinciale 358 R di Castelnovo (SP 358 R) in Emilia-Romagna, strada provinciale ex SS 358 di Castelnovo (SP ex SS 358) in provincia di Mantova e strada provinciale CR ex SS 358 di Castelnuovo (SP CR ex SS 358) in provincia di Cremona, è una strada provinciale italiana che collega la provincia di Reggio Emilia con Casalmaggiore.
La strada prende il nome dall'abitato di Castelnovo di Sotto, posto sull'antica direttrice romana che collegava la città di Regium Lepidi (Reggio Emilia), Brixellum (Brescello) e Brescia.

## Storia
Il 27 maggio 1967 venne aperto al traffico il nuovo ponte di Viadana-Boretto sul fiume Po, costruito in sostituzione del preesistente ponte di barche, secondo quanto disposto dalla legge 22 novembre 1962, n. 1708.

## Percorso
Funge da collegamento tra Reggio Emilia e altre importanti località della bassa pianura emiliano-lombarda. La prima parte, interamente in variante, si ha dall’intersezione della strada con la strada statale 63, fino a Castelnovo di Sotto. Il primo tratto, composto da un lungo rettilineo che taglia fuori il centro abitato di Cadelbosco di Sopra, è stato aperto negli anni settanta. Nel 2005 sono iniziati i lavori per il secondo tratto della variante, che rettifica il tracciato della statale. La variante è stata aperta nel maggio del 2009 e il vecchio tracciato tra i due comuni è stato dismesso.
La statale giunge quindi a Castelnovo di Sotto, comune che dà il nome all’arteria stessa. Da qui procede con andamento pressoché rettilineo, toccando Poviglio e Boretto. Anche in questo tratto è presente una parte ammodernata: poco dopo Poviglio (in località Sant’Anna) la strada confluisce amministrativamente nella SP 111 Asse di Val d’Enza, che sfrutta in parte il tracciato storico della statale ammodernato, e in parte una nuova variante al comune di Boretto (dove interseca la variante Cispadana alla ex SS 62) che si collega al ponte sul Po costruito a fine anni sessanta. Il percorso continua con questa nomenclatura fino al confine regionale.
Attraversando il Po entra in provincia di Mantova, classificata nuovamente come SP 358 di Castelnovo, dove tocca le frazioni di Viadana, Cogozzo e Cicognara.
Tale tratta fu interessata, fra il 1886 e il 1933 dalla presenza del binario della tranvia Mantova-Viadana, gestita della società Valentini e Mazzorin e dal 1903 direttamente a cura dell'Amministrazione provinciale.
Nell'ultimo tratto la strada passa in territorio cremonese attraversando Casalbellotto, Vicomoscano, per poi arrivare infine a Casalmaggiore, dove si immette nella ex SS 343 Asolana e nella ex SS 420 Sabbionetana.
In seguito al decreto legislativo n. 112 del 1998, dal 2001 la gestione del tratto emiliano è passata dall'ANAS alla regione Emilia-Romagna, che ha provveduto al trasferimento dell'infrastruttura al demanio della Provincia di Reggio Emilia; la gestione del tratto lombardo è passata alla regione Lombardia, che ha provveduto al trasferimento dell'infrastruttura al demanio della Provincia di Mantova e della Provincia di Cremona per le tratte territorialmente competenti.